# Elección para gobernador de Dakota del Norte de 2024
La elección para gobernador de Dakota del Norte de 2024 se celebraron el 5 de noviembre, al mismo tiempo que las elecciones presidenciales de Estados Unidos. Las elecciones primarias se celebraron el 11 de junio de 2024. El congresista republicano Kelly Armstrong y el senador estatal demócrata Merrill Piepkorn buscan su primer mandato en el cargo. El ganador sucederá al titular republicano Doug Burgum, quien no busca un tercer mandato. El Partido Demócrata no ha ganado una elección para gobernador en Dakota del Norte desde 1988. Armstrong ganaría las elecciones por un margen del 42,3% sobre Piepkorn, su oponente más cercano, y se espera que asuma el cargo como gobernador de Dakota del Norte en diciembre de 2024.

## Primaria republicana
| Candidatos      | Votos  | %     |
| --------------- | ------ | ----- |
|                 | Votos  | %     |
| Kelly Armstrong | 67,704 | 73.20 |
| Tammy Miller    | 24,784 | 26.80 |
|                 |        |       |
| Total           | 92,488 | 100   |
|                 |        |       |
| Fuente: AP News |        |       |

## Resultados

### Generales
| Partido       | Partido                     | Candidato        | Votos | %   |
| ------------- | --------------------------- | ---------------- | ----- | --- |
|               | Republicano                 | Kelly Armstrong  |       |     |
|               | Demócrata-Liga No Partisana | Merrill Piepkorn |       |     |
|               | Independiente               | Michael Coachman |       |     |
|               |                             |                  |       |     |
| Total         | Total                       | Total            |       | 100 |
| Participación |                             |                  |       |     |
| Registrados   |                             |                  |       |     |
|               |                             |                  |       |     |
| Fuente:       |                             |                  |       |     |

### Por condado
|               | Armstrong Republicano | Armstrong Republicano | Piepkorn Demócrata-NPL | Piepkorn Demócrata-NPL | Coachman Independiente | Coachman Independiente | Escritos | Escritos | Total |
| Condado       | Votos                 | %                     | Votos                  | %                      | Votos                  | %                      | Votos    | %        | Total |
| ------------- | --------------------- | --------------------- | ---------------------- | ---------------------- | ---------------------- | ---------------------- | -------- | -------- | ----- |
| Adams         |                       |                       |                        |                        |                        |                        |          |          |       |
| Barnes        |                       |                       |                        |                        |                        |                        |          |          |       |
| Benson        |                       |                       |                        |                        |                        |                        |          |          |       |
| Billings      |                       |                       |                        |                        |                        |                        |          |          |       |
| Bottineau     |                       |                       |                        |                        |                        |                        |          |          |       |
| Bowman        |                       |                       |                        |                        |                        |                        |          |          |       |
| Burke         |                       |                       |                        |                        |                        |                        |          |          |       |
| Burleigh      |                       |                       |                        |                        |                        |                        |          |          |       |
| Cass          |                       |                       |                        |                        |                        |                        |          |          |       |
| Cavalier      |                       |                       |                        |                        |                        |                        |          |          |       |
| Dickey        |                       |                       |                        |                        |                        |                        |          |          |       |
| Divide        |                       |                       |                        |                        |                        |                        |          |          |       |
| Dunn          |                       |                       |                        |                        |                        |                        |          |          |       |
| Eddy          |                       |                       |                        |                        |                        |                        |          |          |       |
| Emmons        |                       |                       |                        |                        |                        |                        |          |          |       |
| Foster        |                       |                       |                        |                        |                        |                        |          |          |       |
| Golden Valley |                       |                       |                        |                        |                        |                        |          |          |       |
| Grand Forks   |                       |                       |                        |                        |                        |                        |          |          |       |
| Grant         |                       |                       |                        |                        |                        |                        |          |          |       |
| Griggs        |                       |                       |                        |                        |                        |                        |          |          |       |
| Hettinger     |                       |                       |                        |                        |                        |                        |          |          |       |
| Kidder        |                       |                       |                        |                        |                        |                        |          |          |       |
| LaMoure       |                       |                       |                        |                        |                        |                        |          |          |       |
| Logan         |                       |                       |                        |                        |                        |                        |          |          |       |
| McHenry       |                       |                       |                        |                        |                        |                        |          |          |       |
| McIntosh      |                       |                       |                        |                        |                        |                        |          |          |       |
| McKenzie      |                       |                       |                        |                        |                        |                        |          |          |       |
| McLean        |                       |                       |                        |                        |                        |                        |          |          |       |
| Mercer        |                       |                       |                        |                        |                        |                        |          |          |       |
| Morton        |                       |                       |                        |                        |                        |                        |          |          |       |
| Mountrail     |                       |                       |                        |                        |                        |                        |          |          |       |
| Nelson        |                       |                       |                        |                        |                        |                        |          |          |       |
| Oliver        |                       |                       |                        |                        |                        |                        |          |          |       |
| Pembina       |                       |                       |                        |                        |                        |                        |          |          |       |
| Pierce        |                       |                       |                        |                        |                        |                        |          |          |       |
| Ramsey        |                       |                       |                        |                        |                        |                        |          |          |       |
| Ransom        |                       |                       |                        |                        |                        |                        |          |          |       |
| Renville      |                       |                       |                        |                        |                        |                        |          |          |       |
| Richland      |                       |                       |                        |                        |                        |                        |          |          |       |
| Rolette       |                       |                       |                        |                        |                        |                        |          |          |       |
| Sargent       |                       |                       |                        |                        |                        |                        |          |          |       |
| Sheridan      |                       |                       |                        |                        |                        |                        |          |          |       |
| Sioux         |                       |                       |                        |                        |                        |                        |          |          |       |
| Slope         |                       |                       |                        |                        |                        |                        |          |          |       |
| Stark         |                       |                       |                        |                        |                        |                        |          |          |       |
| Steele        |                       |                       |                        |                        |                        |                        |          |          |       |
| Stutsman      |                       |                       |                        |                        |                        |                        |          |          |       |
| Towner        |                       |                       |                        |                        |                        |                        |          |          |       |
| Traill        |                       |                       |                        |                        |                        |                        |          |          |       |
| Walsh         |                       |                       |                        |                        |                        |                        |          |          |       |
| Ward          |                       |                       |                        |                        |                        |                        |          |          |       |
| Wells         |                       |                       |                        |                        |                        |                        |          |          |       |
| Williams      |                       |                       |                        |                        |                        |                        |          |          |       |